# Modo gráfico
Se entiende por modo gráfico toda aquella interfaz en computación que involucre el uso de ventanas y el ratón. En un principio, las computadoras usaban solo modo texto. Una vez que la tecnología lo permitió, la compañía Xerox inventó el dispositivo conocido como ratón, que, en conjunción con un sistema de ventanas, permitía una interacción más amigable para el usuario.
En gran medida se le atribuye el boom de la computación al desarrollo de entornos gráficos y la facilidad de uso que ellos involucran. En la actualidad, la mayoría de los sistemas operativos involucra la posibilidad de visualización de entornos gráficos... 
Muchos usuarios avanzados, generalmente programadores, piensan en seguir usando el modo texto para todas o algunas de sus tareas, ya que, afirman que el trabajo en modo texto suele ser más rápido, por medio de atajos y complejas combinaciones de teclas para realizar operaciones sencillas como imprimir un documento. 
- Datos: Q6020371